# Église Saint-Hilaire de Givet
Pour les articles homonymes, voir Église Saint-Hilaire.
L'église Saint-Hilaire est l'une des églises de la commune de Givet. Située place Carnot, au centre-ville sur la rive gauche de la Meuse, elle est dédiée à saint Hilaire.

## Histoire
L'église est placée sous le vocable de saint Hilaire de Poitiers, 1er évêque attesté de Poitiers au milieu du IVe siècle.
L'église est détruite en 1675 par les troupes françaises du Maréchal de Créquy, puis aussitôt reconstruite en pierre bleue locale. La nef et la façade sont achevées en 1683 et le chœur, au-dessus de la rue dite depuis de la Fausse-Porte, entre 1685 et 1702.

## Description

### Extérieur
L'église a un aspect massif avec des murailles imposantes, ses nombreux passages souterrains en font un élément défensif de l'ensemble givetois conçu par Vauban. L'édifice religieux est surmonté sur la tour nord-ouest par un clocher aux formes originales recouvert d'ardoise, ayant inspiré Victor Hugo lors de son passage à Givet en 1838 :

« ...quant au clocher du grand Givet, il est d’une architecture plus compliquée et plus savante. Voici évidemment comment l’inventeur l’a composé. Le brave architecte a pris un bonnet carré de prêtre ou d'avocat. Sur ce bonnet carré, il a échafaudé un saladier renversé; sur le fond de ce saladier devenu plate-forme, il a posé un sucrier, sur le sucrier, une bouteille, sur la bouteille, un soleil emmanché dans le goulot par le rayon inférieur vertical ; et, enfin, sur le soleil, un coq embroché dans le rayon vertical supérieur. En supposant qu'il ait mis un jour à trouver chacune de ces idées, il se sera reposé le septième jour. Cet artiste devait être flamand. »

— Victor Hugo, lettre à un ami 1er août 1842
Une rue nommée « rue de la Fausse-Porte » passe sous le chœur de l'édifice par une voûte de pierres.

### Intérieur
L'église est à nef unique soutenue par des piliers posés sur des bases en pierre bleue et conserve le buste reliquaire de saint Hilaire et des stalles de style Louis XIV.
- Ornés de boiseries sculptées du XVIIIe siècle, provenant du couvent des Récollets de Givet [3], l'ensemble de l'église en est doté :
  - Dans le chœur sont représentés entre les piliers des panneaux de bois représentant des scènes de martyrs franciscains et des représentations de l'histoire sainte ;
  - et les confessionnaux dans la nef sont encadrés par des panneaux à pilastres.
- La peinture du Christ [4]. (1852), retable du maître-autel en bois doré et peint faux marbre[5]; œuvre du peintre Antoine Rivoulon, restauré en 2008.
- Le buffet du grand orgue au-dessus du portail.

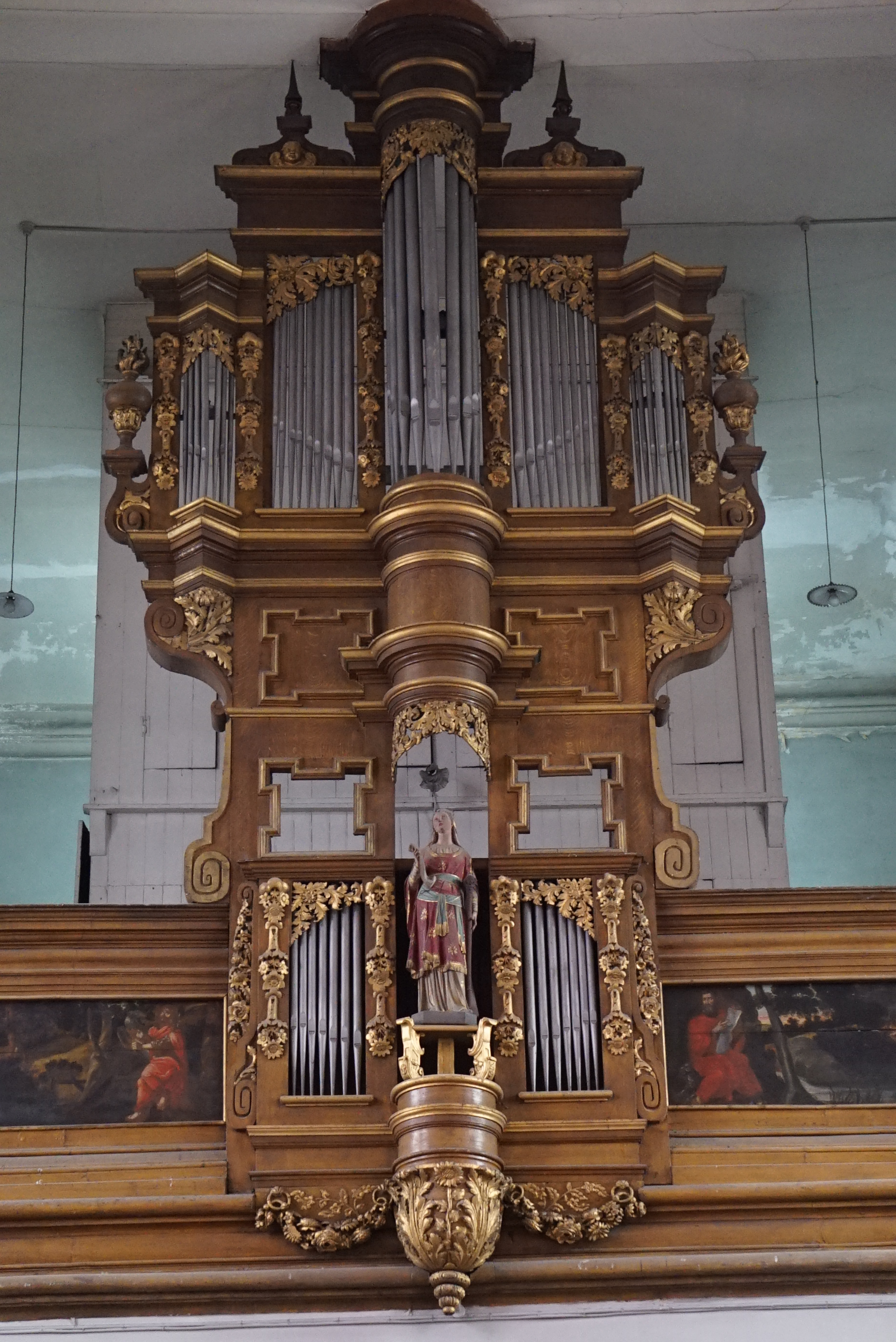
Orgue.
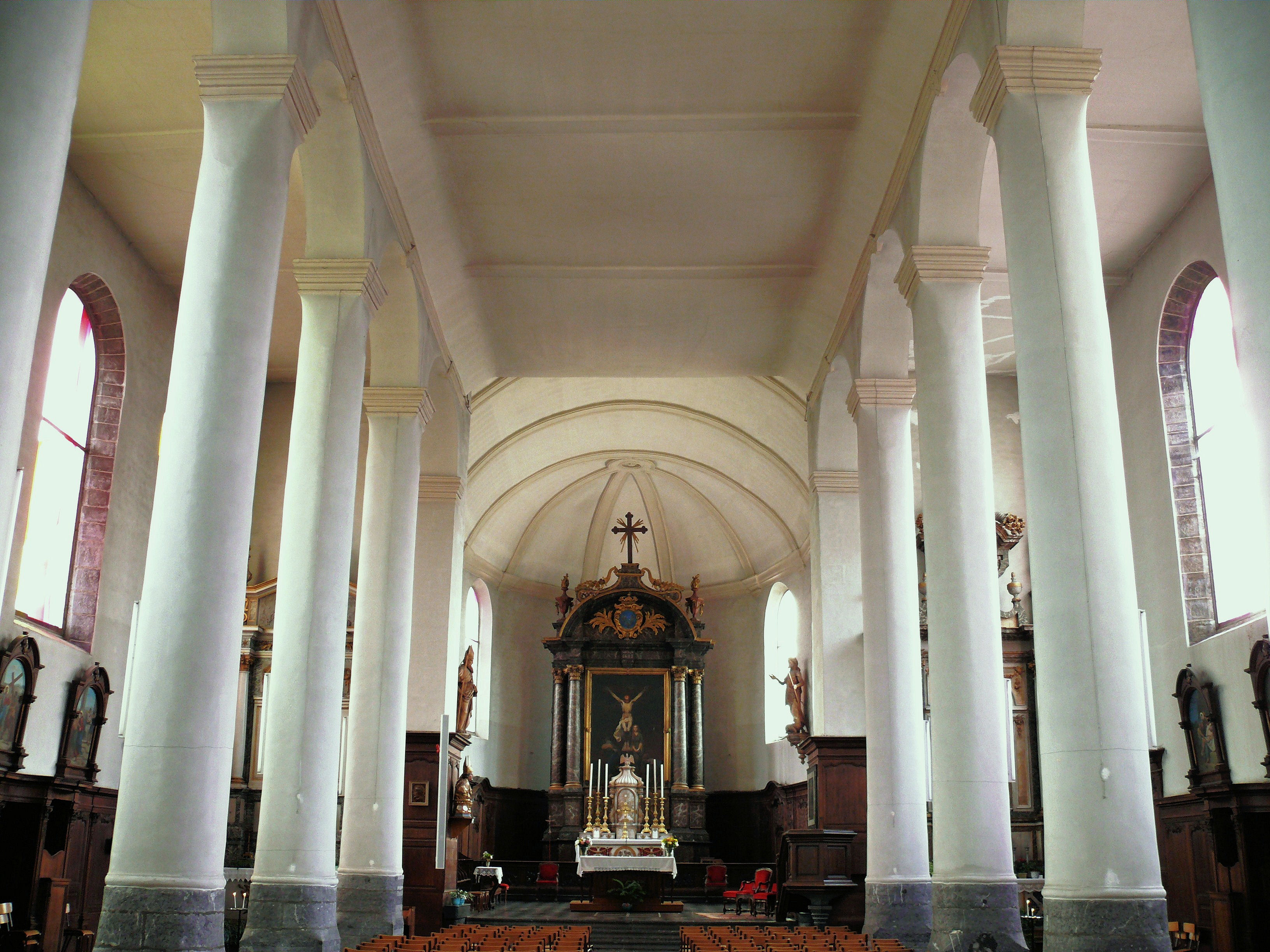
intérieur, la nef.
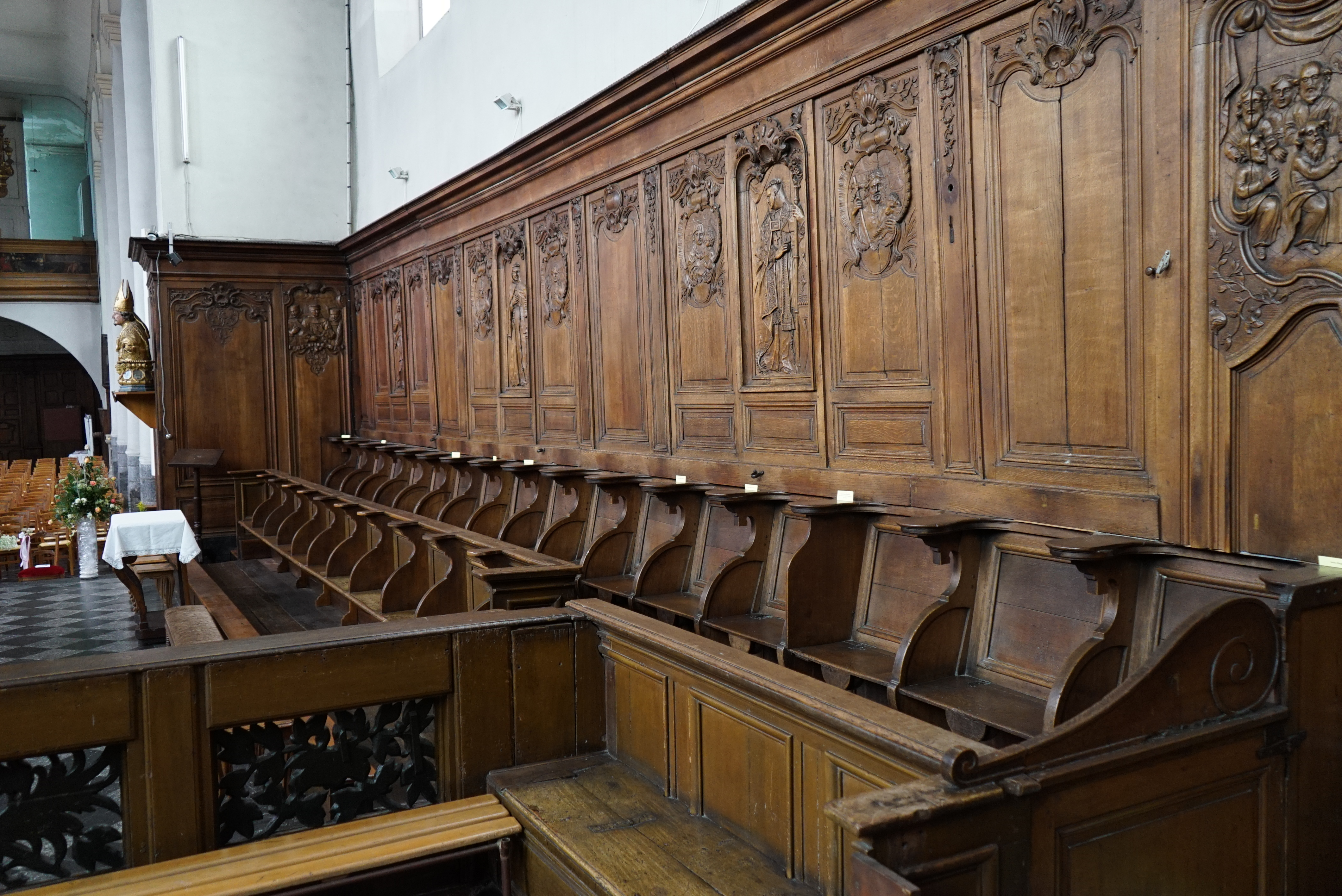
les stalles sud du chœur.
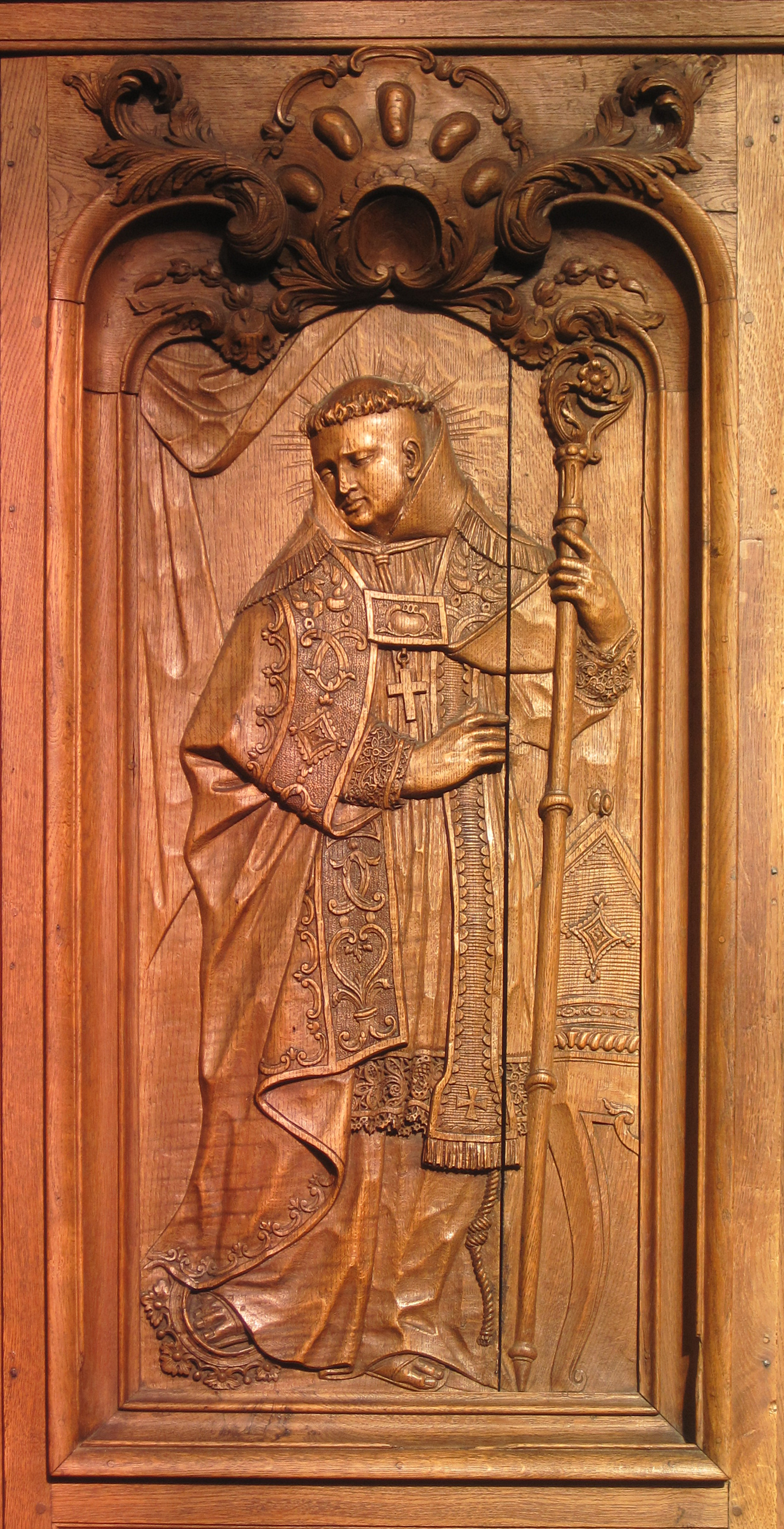
Panneau en chêne sculpté,
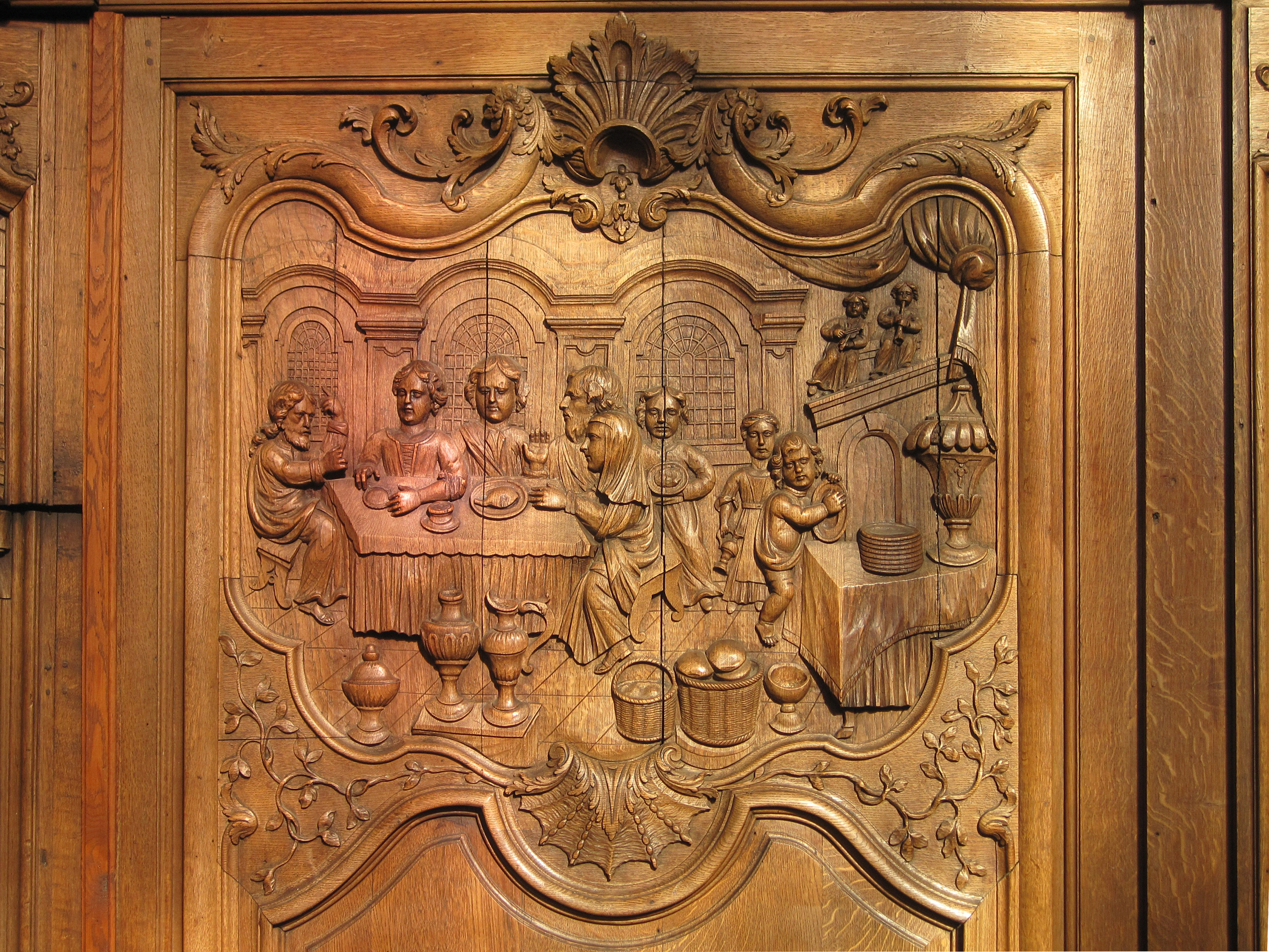
Panneau sculpté "Les noces de Cana".
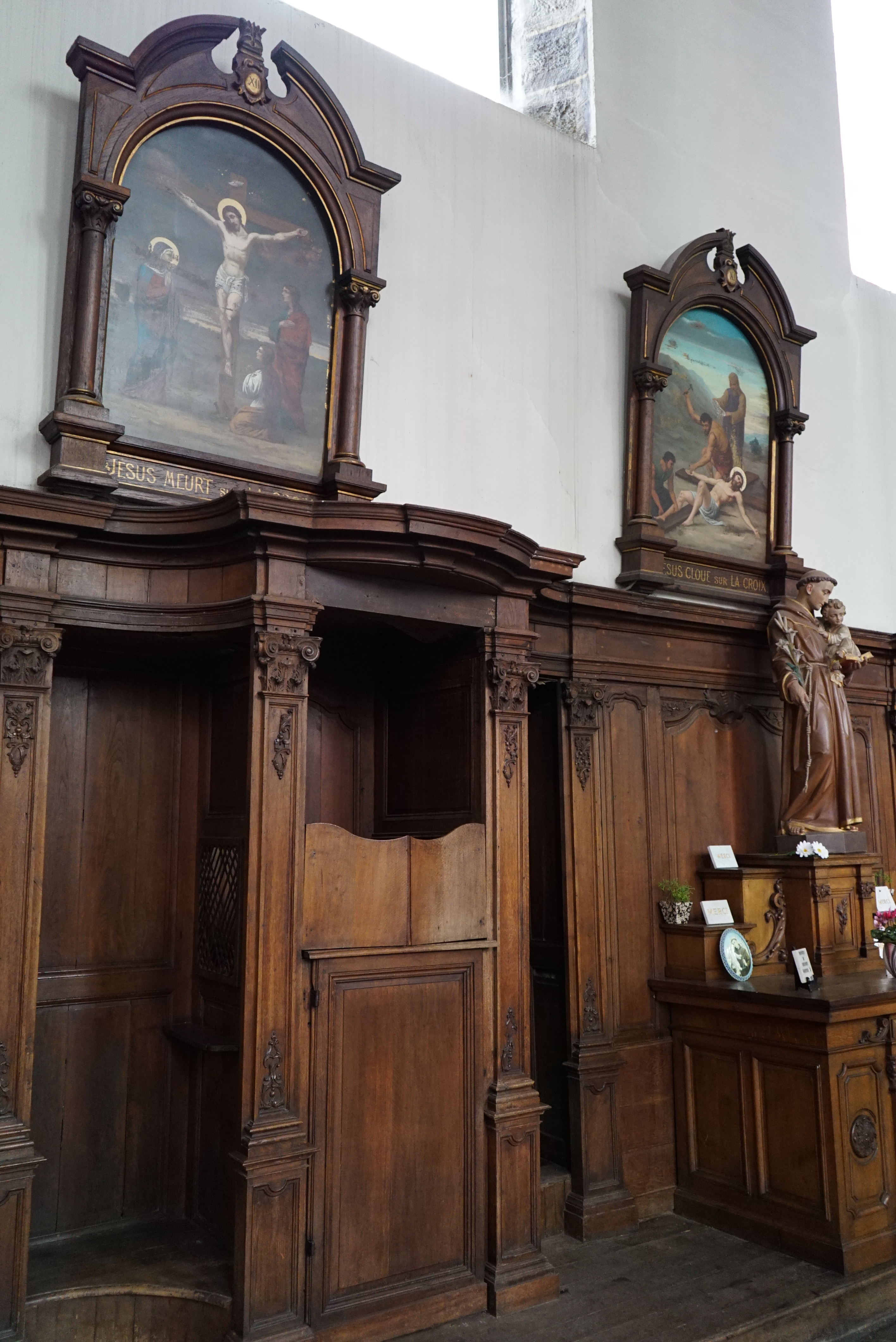
Confessionnal et chemin de croix.
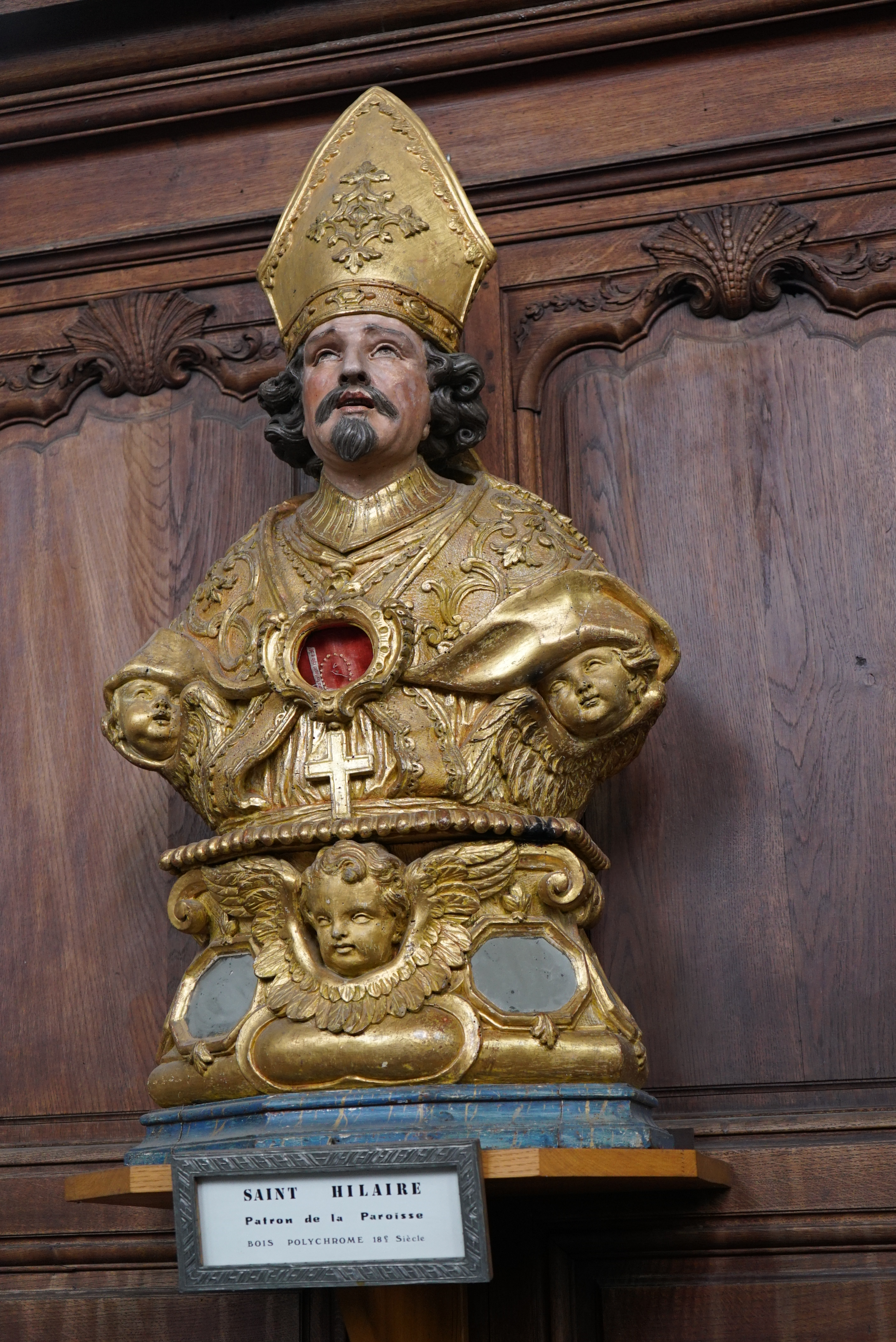
la chasse de saint Hilaire,
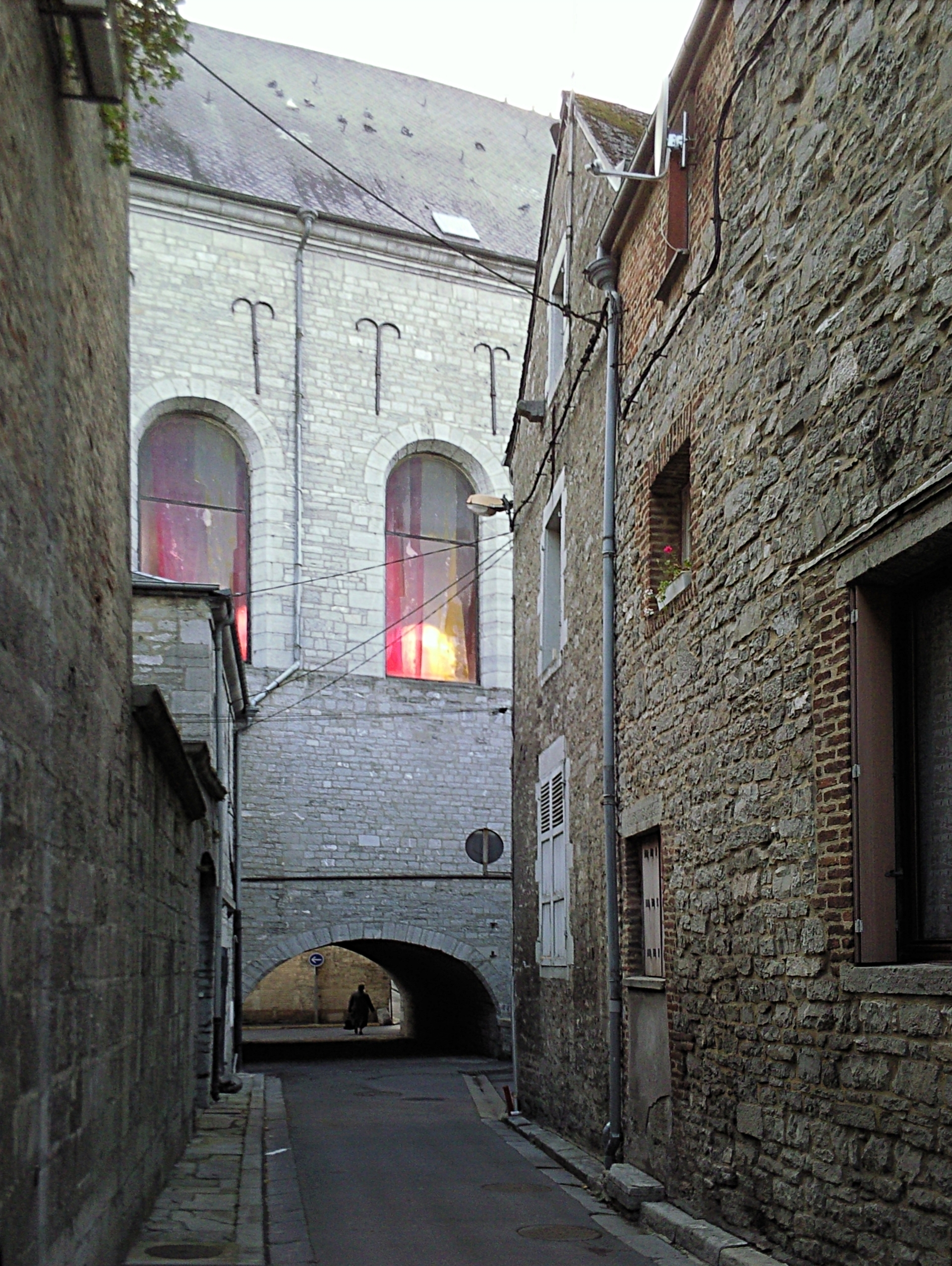
Voûte et rue de la fausse porte.